# Nikita Lobintsev
Nikita Lóbintsev (Rusia, 21 de noviembre de 1988) es un nadador ruso especializado en pruebas de corta y media distancia estilo libre, donde consiguió ser subcampeón olímpico en 2012 en los relevos 4 × 200 metros libre.

## Carrera deportiva
En los Juegos Olímpicos de Pekín 2008 ganó la medalla de plata en los relevos de 4 × 200 metros estilo libre, con un tiempo de 7:03.70 segundos que fue récord de Europa, tras Estados Unidos y por delante de Australia.
Cuatro años después, en los Juegos Olímpicos de Londres 2012 ganó la medalla de bronce en los relevos de 4 x 100 metros estilo libre, con un tiempo de 3:11.41 segundos, tras Francia (oro) y Estados Unidos (plata), siendo sus compañeros de equipo: Andréi Grechin, Vladímir Morózov y Danila Izótov.